# Arktična trska
Arktična trska (znanstveno ime Arctogadus glacialis) je morska riba iz družine trsk.
Arktična trska je srebrna riba, ki zraste v dolžino do 30 cm in živi do 1000 metrov globoko v severnih oceanih. Razširjena je v zempljepisnih širinah od 85º do 72º severno. Gospodarsko ni pomembna vrsta.